# Carlos Perón
Carlos Perón, né le 9 juin 1952, est un musicien suisse, membre fondateur du groupe Yello.

## Carrière
Né à Zurich, en Suisse, son premier album solo a été Impersonator (1981) Perón a fondé le studio TRANCEONIC à Zürich avec Boris Blank. Dans ce studio expérimental, les deux artistes ont développé ce qui deviendra plus tard le célèbre son Yello. En 1978, Perón et Boris Blank ont fait un voyage aux États-Unis pour vendre leur musique à l'industrie musicale américaine. Ils ont visité RCA à Los Angeles et le label de Ralph Records The Residents à San Francisco. Après leur retour en Suisse, Dieter Meier s'est joint à eux en tant que chanteur pour former le trio Yello. Le premier maxi single de Yello est sorti (avec "IT Splash" et "Glue Head") sur le label local Periphery Perfume. En 1980, Yello sort son premier album Solid Pleasure . En 1981, Perón sort son premier album solo Impersonator sur le label Konkurrenz / Phonogram, et Yello obtient un contrat majeur à long terme sur le label Phonogram par l'intermédiaire du directeur général Louis Spillmann. La même année, sort l'album de Yello Claro Que Si, ainsi que la première vidéo de Yello (pour le morceau "The Evening's Young"). En 1983, Perón sort la bande originale du film Die Schwarze Spinne du réalisateur Mark M. Rissi sur le label Milan Disques. La même année, Yello sort son troisième LP You Gotta Say Yes to Another Excess.
Début 1983, juste après la sortie de You Gotta Say Yes to Another Excess, Perón quitte Yello afin de poursuivre une carrière solo. En 1985, il sort son premier album du genre oratorio Die Schöpfung der Welt ; oder 7 Tage Gottes, toujours sur Milan Disques. Sur le même label, il publie la bande originale de la vidéo du film de guerre Commando Leopard du producteur Erwin C. Dietrich. À partir de 1991, il a travaillé avec le propriétaire du label Lothar Gärtner de Strange Ways Records ; il a produit des œuvres en solo et aussi avec des groupes comme Wolfsheim, Sielwolf, The Cain Principle, Stalin, Cyrus, Recall et bien d'autres. Dans cette phase, il a aussi créé des bandes sonores dites fétiches comme Terminatrix et La Salle Blanche . À partir de 2006, la société de musique SPV a commencé à rééditer l'intégralité des œuvres solo de Perón sur Revisited Records dans le monde entier. Perón travaille maintenant dans le monde entier en tant que producteur de musique.